# Irfersdorf

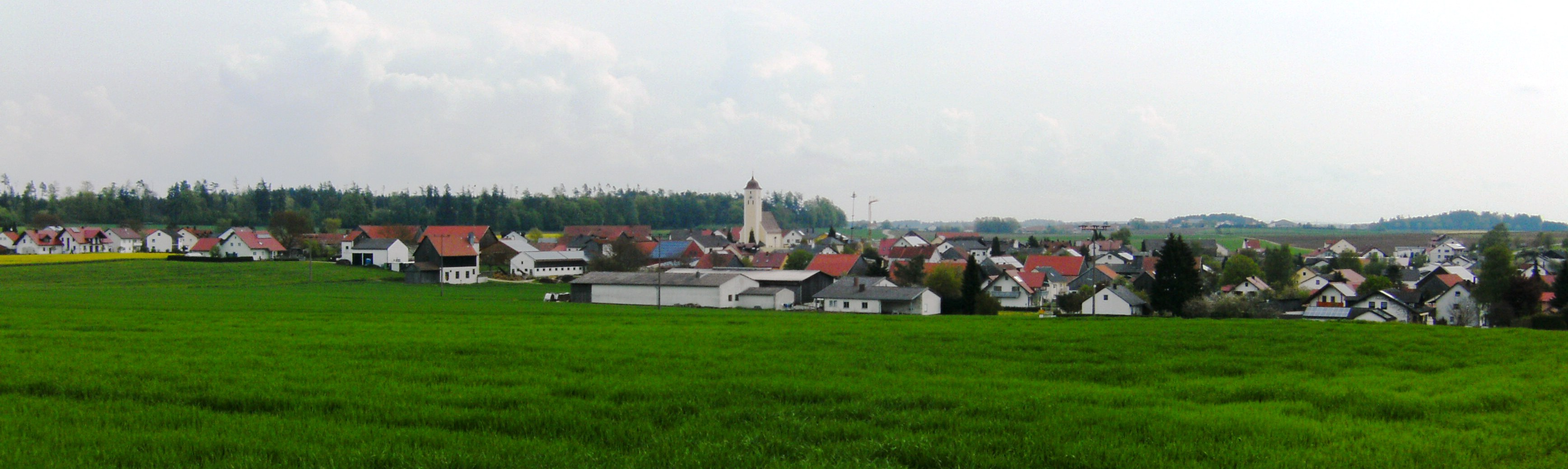
Irfersdorf

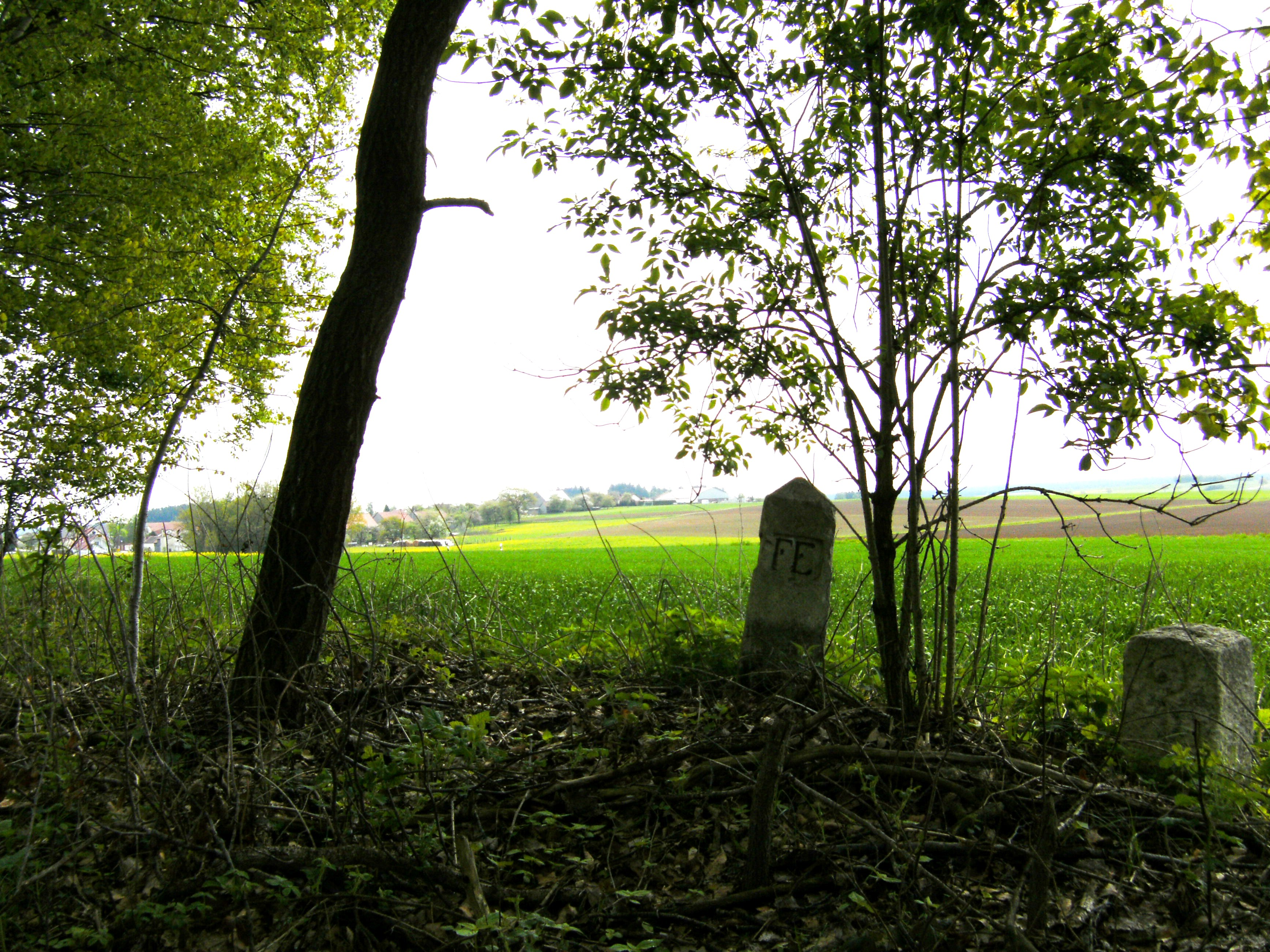
Ehemalige Grenze zwischen dem Fürstentum Eichstätt und Bayern

Irfersdorf (bairisch: Iafaschdoaf) ist ein Gemeindeteil der oberbayerischen Stadt Beilngries im Landkreis Eichstätt, inmitten des Naturparks Altmühltal.

## Lage
Das Pfarrdorf liegt circa 30 Kilometer nördlich von Ingolstadt etwa einen Kilometer östlich des Altmühltals auf der Hochfläche der Frankenalb mittig zwischen Oberemmendorf im Südwesten und Neuzell im Nordosten.

## Geschichte
Der Ort ist vermutlich 895 an den Bischof von Eichstätt gekommen. Im 13. Jahrhundert ist ein Ortsadel bezeugt: 1253 wird ein Ritter Burchardus de Yrenfridesdorf genannt. 1305 wurde „Irnfridesdorfen“ im Zuge der Erbschaftsstreitigkeiten nach dem Aussterben der Hirschberger Grafen mit Gebhard VII. dem Hochstift Eichstätt einverleibt; 1413 kaufte der Eichstätter Bischof den Irfersdorfer Besitz des Johann II. von Heideck hinzu. Belehnt wurden die Emmendorfer, danach die Herren von Absberg auf Burg Rumburg. Als adelige Behausungen gab es bei der Kirche einen „gemauerten Stock“, also ein hohes Steinhaus, und, ebenfalls bei der Kirche, einen Turm (1479 und 1518 genannt). Auch das Domkapitel von Eichstätt hatte Besitz im Ort. 1384 ist von einer Taferne als bischöfliches Lehen die Rede; zwischen 1561 und 1572 entstand mit dem „unteren Wirt“ eine zweite Taferne. Im Wechsel mit Paulushofen war der Ort Sitz der „Ehehaft Irfersdorf“, der weitere Dörfer angehörten. 1437 wurde Irfersdorf aus der Pfarrei Kirchanhausen gelöst und eigenständige Pfarrei. 1447 ist eine Badstube erwähnt. Hier gab es auch eine fürstbischöfliche Forstei, 1572 erwähnt. Im Dreißigjährigen Krieg wurden 1644 zwölf Anwesen durch die Schweden zerstört; die Schule ging zeitweise ein, war aber 1660 wieder seit einiger Zeit intakt. 1687 wütete eine Feuersbrunst im Dorf (Votivbild in der Kirche). 1715 wurde ein neues Schulhaus, 1730 ein neuer Pfarrhof erbaut.
Bis zur Säkularisation 1802 unterstand Irfersdorf dem Kastenamt (Hirschberg-)Beilngries des unteren Hochstifts. Mit der Säkularisation kam das untere Hochstift und mit ihm Irfersdorf an Großherzog Erzherzog Ferdinand III. von Toskana und 1806 an das Königreich Bayern und dort in das Landgericht Kipfenberg. 1808 wurde aus Irfersdorf, Oberemmendorf, Aschbuch und (bis 1817) Grampersdorf der Steuerdistrikt Irfersdorf gebildet. 1818 wurde Irfersdorf wieder eine eigenständige Gemeinde. 1830 hatte der Ort bei 50 Anwesen 324 Einwohner; über einhundert Jahre später, 1950 hatte sich dies kaum geändert: bei nunmehr 59 Anwesen lag die Einwohnerzahl bei 374.
Im 19. Jahrhundert kam hier der Hopfenanbau auf; 1838 erhielt der Ort das Hopfensiegel, und 1841 wurde eine Hopfenordnung in Kraft gesetzt. 1890 wurde die mit Schießöffnungen ausgestattete Ringmauer um die Kirche, auf deren Innenseite sich 15 Gaden befanden, auf die heutige Höhe erniedrigt. 1950 wurde eine Flurbereinigung durchgeführt. Im Zuge der bayerischen Gebietsreform schloss sich Irfersdorf am 1. Juli 1972 der Stadt Beilngries an. 1984 hatte der Ort 45 landwirtschaftliche Vollerwerbs- und 15 Nebenerwerbsbetriebe. 2002 starb mit Josef März der letzte Pfarrer von Irfersdorf; seitdem wird das Dorf seelsorgerisch von Gelbelsee aus betreut.

## Sehenswürdigkeiten
- Katholische Pfarrkirche St. Margareta in der Dorfmitte, spätgotisch (frühes 15. Jahrhundert), 1703 größtenteils neu gebaut, 1995 renoviert; 1766 Turmneugestaltung mit Kuppelhaube; im Innern Stuck von 1730, Deckengemälde von Sebastian Wirsching 1880 (1969 umgestaltet), viersäuliger barocker Hochaltar von 1700 mit drei spätgotischen Figuren (1470/80), Figuren der Eichstätter Diözesan-Heiligen Willibald und Walburga von 1510/20 (aus Kirchbuch), Rokoko-Tabernakel, zweisäulige Seitenaltäre von 1703, auf dem linken ausdrucksstarke Madonnenfigur um 1500, Kanzel im byzantinischen Stil von 1856, mittelalterliche Sakramentsnische, Taufstein aus Jurakalk von 1730, Rokoko-Orgelgehäuse, Turm über dem Friedhofseingang bereits 1687 abgängig
- Friedhofskapelle, kleine Barockanlage mit spätgotischer Ölberggruppe aus vier Figuren (1490/1510; 1998–2000 renoviert); Friedhofskruzifix mit lebensgroßer Christus-Holzfigur, um 1700

## Sonstiges
In Irfersdorf finden auf dem nahegelegenen Jura-Ring regelmäßig Stock-Car-Rennen statt. 
Seit 2005 gibt es im Dorf einen Reiterhof.
Am Faschingssamstag (früher am Faschingsmontag) machen sich jedes Jahr „Maschkerer“ auf den Weg, um im Dorf von Haus zu Haus zu gehen, um Geld für soziale und gemeinnützige Zwecke zu sammeln. Diese Aktion erregte auch öffentliches Interesse, sodass 2017 Hakan Turan, ein Radiomoderator von Antenne Bayern, mitmaschierte.

## Vereine
- Freiwillige Feuerwehr Irfersdorf, gegründet 1888
- Landjugend Irfersdorf
- Fußballclub Irfersdorf 1913/14 e. V.
- Krieger- und Kameradschaftsverein Irfersdorf-Neuzell, gegründet nach dem Ersten Weltkrieg
- Schützenverein „Almberg“ Irfersdorf e. V., gegründet 1920
- Crash-Club Irfersdorf e. V., gegründet 1976